# Вставский, Пётр Кузьмич
Пётр Кузьмич Вставский (род. 1 июня 1863 — ?) — офицер русской императорской армии, полководец, герой Русско-Японской войны.

## Биография
Православный. Сын титулярного советника Тобольской губернии Кузьмы Васильевича Вставского.
Получил общее образование в Сибирской военной гимназии (г. Омск).
Военное образование получил в 3-м Военно-Александровском училище по 1-му разряду в 1883 г. Направлен для службы юнкером в Иркутский резервный пехотный батальон.
Занимал должности:
— исправляющий должность казначея Иркутского юнкерского училища (26 апреля 1886 г. — 21 августа 1888 г.);
— исправляющий должность воспитателя Иркутской приготовительной школы (24 августа 1888 г. — 01 октября 1889 г.);
— исправляющий должность начальника Иркутской конвойной команды (14 октября — 13 декабря 1889 г.);
— исправляющий должность Нижнеудинcкого уездного воинского начальника (05 апреля — 26 августа 1897 г. и 11 апреля 1898 г. — 03 апреля 1899 г.);
— исправляющий должность Иркутскутского уездного воинского начальника (03 июня 1900 г. — 10 июля 1900 г.); 
— командир 3-й роты Иркутского резервного пехотного кадрового батальона (5 л. 8 м. 10 д.);
— исправляющий должность заведующего хозяйством 2 м. 25 д.;
— командир батальона 6 м. 8 д.;
— командир 5-го пехотного Сибирского Иркутского полка с 26 июня 1904 г.;
— с 01.07.1910 г. — командир 41-го Сибирского стрелкового полка;
— с 28 сентября 1913 г. — командир 36-го Сибирского стрелкового полка.
С началом ПМВ был возвращен на службу в качестве командира 623-й Томской пешей дружины Государственного ополчения в чине полковника. Вышел в отставку в чине Генерал-майора с 08.07.1914 г. (Увольняется от службы по домашним обстоятельствам генерал-майором с мундиром и пенсией и с зачислением в пешее ополчение по Томской губ. ВП 8.07.1914 г.). Отчислен от занимаемой должности командира 623-й пешей Томской дружины 12 декабря 1916 г..
Общественная работа:
— 1902 г. — вице-президент Общества охотников конского бега;
— 1909 г. — оказание помощи Правлению пожарного общества г. Ново-Николаевска в уступке бесплатного оркестра;
— 1910 г. — оказание помощи в предоставлении бесплатного полкового оркестра Правлению общества Вспепомоществования нуждающимся ученикам Ново-Николаевского Реального Училища.
Участник Русско-Японской войны.

## Награды
— 1901 г. — Св. Анны;
— 1904 г. — Св. Станислава 2-й степени с мечами и Св. Анны с мечами;
— 1905 г. — Святого равноапостольного князя Владимира 4-й степени с мечами и бантом;
— 1905 г. — награждён золотым оружием с надписью «За храбрость»;
— 1910 г. — Святого равноапостольного князя Владимира 3-й степени.

## Семья
Жена — Вставская Екатерина Николаевна, православная, уроженка Приморской области (в 1910 г. член Попечительского Совета Новониколаевской женской гимназии).
Дети, внуки, правнуки:
— сыновья — 4 (ориентировочно 1907 г.р. (?1908 г.р.) — предположительно Александр, 1903 г.р., 1898 г.р., 1895 г.р.);
— дочери — 5 (ориентировочно 1897 г.р., 1893 г.р., 1891 г.р., 1889 г.р., 1888 г.р.). Младшая дочь Варвара в 1916 году окончила медицинский факультет Императорского Томского Университета с присвоением звания зубного врача с отличием;
— зять (муж дочери Варвары) — Завадский Ефим Дмитриевич
— внуки — Завадская Наталья Ефимовна (01.10.1924 г.- 17.03.2020 г.), Завадский Алексей Дмитриевич (07.11.1917 г. — умер в конце 20-х — начале 30-х годов). Сведений о других внуках не имеется;
— правнуки — Василенко (Король) Галина Михайловна (1953 г.р.), Король Александр Михайлович (1960 г.р).
Имеются праправнуки и их дети.
{{#widget:Iframe
|url=https://v.calameo.com/?bkcode=0041267664bc49904b7f3&amp
|width=240
|height=147
|border=0
}}